# Реки Башкортостана
Реки Башкортостана — совокупность всех рек протекающих по территории Республики Башкортостан (Российская Федерация).

## Общая характеристика
Реки республики в основном относятся к двум речным бассейнам — Волжскому (Камскому) и Уральскому. Только часть небольших рек на северо-востоке республики — Уй с его верхними притоками, Миасс и другие — относятся к Обскому бассейну.
Всего в республике насчитывается 12 725 рек общей протяжённостью 57 366 километров.
| Число рек и их длина | Число рек и их длина | Число рек и их длина | Число рек и их длина |
| Категории рек        | Градации длины (км)  | Число рек            | Суммарная длина (км) |
| -------------------- | -------------------- | -------------------- | -------------------- |
| Самые малые          | менее 10             | 11 731               | 29 317               |
| Самые малые          | 10—25                | 752                  | 10 928               |
| Малые                | 26—50                | 156                  | 5473                 |
| Малые                | 51—100               | 58                   | 3922                 |
| Средние              | 101—200              | 17                   | 2340                 |
| Средние              | 201—300              | 4                    | 898                  |
| Средние              | 301—500              | 3                    | 1056                 |
| Большие              | 501—1000             | 3                    | 2002                 |
| Большие              | более 1000           | 1                    | 1430                 |
| Всего                | Всего                | 12 725               | 57 366               |

Системы рек Белой (Агидели) с притоками, Урала (с притоками — Янгелька, Большой Кизил, Худолаз, Большая Уртазымка и Таналык) и крупнейшего притока Урала — реки Сакмары (с притоками Кургашлы, Урман Зилаир, Ялан Зилаир, Большой и Малый Ик) служат путями стока атмосферных осадков в трёх направлениях — на запад, восток и юг.
При этом система реки Белой дренирует западный склон Башкирского Урала с зоной предгорий, система реки Урала — восточный склон, а система реки Сакмары — область южноуральского пенеплена.
Реки западной части республики (в том числе и река Белая ниже своего широтного колена) текут по дну пологих долин обширной Приуральской равнины, а потому и берега их низки и течение более медленно. Густота речной сети на Прибельской увалисто-волнистой равнине составляет 0,25—0,35 км/км², а на Уфимском плато — 0,2—0,3 км/км².
Объемы годового стока (в устье) в реке Белой составляют 30 км³, в р. Уфе — 12,3 км³, в р. Симе — 4,3 км³, в р. Дёме — 1,49 км³, в р. Быстром Таныпе — 1,5 км³, в р. Ай — 2,65 км³, а в р. Юрюзани — 1,95 км³.
| Сведения о наиболее крупных реках Башкортостана | Сведения о наиболее крупных реках Башкортостана | Сведения о наиболее крупных реках Башкортостана | Сведения о наиболее крупных реках Башкортостана         |
| Русское название                                | Башкирское название                             | Длина, км (в том числе по терр. республики)     | Площадь бассейна, км² (в том числе по терр. республики) |
| ----------------------------------------------- | ----------------------------------------------- | ----------------------------------------------- | ------------------------------------------------------- |
| Белая (Агидель)                                 | Ағиҙел                                          | 1430                                            | 142 000                                                 |
| Ик (приток Камы)                                | Ыҡ                                              | 571 (450)                                       | 18 100                                                  |
| Дёма                                            | Дим (Күгиҙел)                                   | 535 (420)                                       | 12 800                                                  |
| Уфа (Караидель)                                 | Өфө (Ҡариҙел)                                   | 918 (390)                                       | 53 100                                                  |
| Сакмара                                         | Һаҡмар                                          | 760 (348)                                       | 30 400 (5940)                                           |
| Инзер                                           | Инйәр                                           | 307                                             | 5380                                                    |
| Ай                                              | Әй                                              | 571 (278)                                       | 15 000                                                  |
| Быстрый Танып                                   | Тере Танып                                      | 345                                             | 7560                                                    |
| Большой Ик (приток Сакмары)                     | Оло Эйек                                        | 341 (256)                                       | 7670                                                    |
| Нугуш                                           | Нөгөш                                           | 235                                             | 3820                                                    |
| Таналык                                         | Таналыҡ                                         | 225                                             | 4160                                                    |
| Юрюзань                                         | Йүрүҙән                                         | 404 (224)                                       | 7240                                                    |
| Зилим                                           | Еҙем                                            | 215                                             | 3280                                                    |
| Сюнь                                            | Сөн                                             | 209                                             | 4500                                                    |
| Уршак                                           | Өршәк                                           | 193                                             | 4230                                                    |
| Чермасан                                        | Сәрмәсән                                        | 186                                             | 3970                                                    |
| Большой Кизил                                   | Оло Ҡыҙыл                                       | 172                                             | 2080                                                    |
| Урал (Яик)                                      | Урал (Яйыҡ)                                     | 2534 (165)                                      | 220 000 (2480)                                          |
| Ашкадар                                         | Ашҡаҙар                                         | 165                                             | 3780                                                    |
| Зилаир                                          | Йылайыр (Урман Йылайыры)                        | 158                                             | 1210                                                    |
| Усень                                           | Өҫән                                            | 147                                             | 2460                                                    |
| Большая Сурень                                  | Оло Һүрәм                                       | 131                                             | 1580                                                    |
| Бирь                                            | Бөрө                                            | 128                                             | 2200                                                    |
| Кармасан                                        | Ҡармасан                                        | 128                                             | 1780                                                    |
| Уса                                             | Уҫы                                             | 126                                             | 964                                                     |
| База                                            | Баҙы                                            | 123                                             | 1590                                                    |
| Сим                                             | Эҫем                                            | 239 (120)                                       | 11 700                                                  |
| Малый Ик                                        | Кесе Эйек (Ҡарман)                              | 118                                             | 640                                                     |
| Узян                                            | Үҙән                                            | 116                                             | 1590                                                    |
| Большой Ик (приток Ая)                          | Оло Ыйыҡ                                        | 108                                             | 1460                                                    |
| Лемеза                                          | Ләмәҙ                                           | 119 (103)                                       | 1800                                                    |
| Куганак                                         | Ҡуғанаҡ                                         | 102                                             | 1480                                                    |
| Ик (приток Ая)                                  | Ыйыҡ                                            | 102                                             | 1296                                                    |
| Крепостной Зилаир                               | Ялан Йылайыры                                   | 100                                             | 900                                                     |
| Касмарка                                        | Ҡаҫмарт                                         | 123 (95)                                        | 1431                                                    |
| Малый Кизил                                     | Кесе Ҡыҙыл                                      | 113 (93)                                        | 1540                                                    |
| Тюй                                             | Төй                                             | 195 (65)                                        | 3700                                                    |
| Буй                                             | Беүә                                            | 228 (60)                                        | 6530                                                    |
| Уй                                              | Уй                                              | 462 (42)                                        | 34 400 (720)                                            |
| Кама                                            | Кама (Иҙел, Сулман Иҙел)                        | 1805 (36)                                       | 507 000                                                 |
| Миасс                                           | Мейәс                                           | 658 (33)                                        | 21 800                                                  |

## Экологическое состояние
Первые водохранилища на территории Башкортостана построены в XVIII веке. В 2008 году в республике насчитывалось 131 водохранилище (Кармановское, Нугушское, Павловское, Юмагузинское, Акьярское и другие). В Башкортостане наиболее зарегулированы стоки рек Ашкадар, Уршак, Дёма, Чермасан, База, Сюнь и Усень.
Реки Сарва и Яманелга являются памятниками природы и охраняются законодательством Республики Башкортостан и Российской Федерации.

## Некоторые факты
- Русское название Белая — происходит от башкирского Ағиҙел — «белая река»: ак — «белая» и идель — «река». Схожее состав гидронимов имеют и названия двух других крупных рек Башкирии — Кугидель (другое название Дёмы) — «голубая (небесная) река» и Караидель (другое название реки Уфы) — «чёрная река». Происхождение гидронимов связывают с цветовой ориентировкой сторон света у тюркских народов, река Белая преимущественно течёт с юга, Уфа — с севера, а Дёма — с запада. Река Белая в среднем и нижнем течении судоходна.
- Разница во времени между городом Бавлы с соседним городом Октябрьским составляет 2 часа. Поэтому мост через Ик возле г. Октябрьский шутя называют «самым длинным в мире»[6].
- К карстовым рекам Башкортостана относятся реки: Атыш-сумган, Агуйузган, Сарваи другие.